# Liechtenstein nos Jogos Olímpicos de Inverno de 1992
Liechtenstein participou dos Jogos Olímpicos de Inverno de 1992 na cidade de Albertville, na França. Nessa edição dos jogos o país não teve medalhistas.